# Karlovarský vikariát
Vikariát Karlovy Vary je jedním z deseti vikariátů plzeňské diecéze, do níž náleží od jejího založení v roce 1993. 

## Okrskový vikář
Okrskovým vikářem je P. Marek Hric.

## Farnosti vikariátu
| Farnost                                                     | Správce                                                    | Sídlo                                            | Farní kostel                                                     | Filiální kostely | Datum zřízení |
| ----------------------------------------------------------- | ---------------------------------------------------------- | ------------------------------------------------ | ---------------------------------------------------------------- | --- | ------------- |
| Římskokatolická farnost Bečov nad Teplou                    | P. Ing. Reginald Pavel Větrovec, OPraem, Th.D. SSL., farář | Kostelní 189, 364 64 Bečov nad Teplou            | Kostel svatého Jiří (Bečov nad Teplou)                           | Kostel svatého Michaela archanděla (Otročín) Hradní kaple Navštívení Panny Marie (Bečov nad Teplou) Zámecká kaple svatého Petra (Bečov nad Teplou) |               |
| Římskokatolická farnost Bochov                              | P. Mgr. Józef Franciszek Szczepaniak, CMF, farář           | Opletalova 96, 364 71 Bochov                     | Kostel svatého Michaela archanděla (Bochov)                      | Kostel svatého Jakuba (Bochov) Kostel svatého Blažeje (Branišov) Kostel svatého Michaela archanděla (Brložec) Kostel svatého Jiljí (Chlum) Kostel svatého Jana Nepomuckého (Javorná) Kostel svatého Vavřince (Komárov) Kostel Nanebevzetí Panny Marie (Kozlov) Kostel svatého Vavřince (Krásné Údolí) Kostel Nanebevzetí Panny Marie (Nový Dvůr) Kostel svatého Bartoloměje (Přílezy) Kostel Narození Panny Marie (Štědrá) Kostel Narození Panny Marie (Toužim) Kostel svatého Linharta (Údrč) Kostel svatého Víta (Útvina) Kostel Nanebevzetí Panny Marie (Žalmanov) |               |
| Římskokatolická farnost Karlovy Vary-Rybáře                 | P. Mgr. Romuald Štěpán Rob, farář                          | Náměstí 17. listopadu 350/4, 360 05 Karlovy Vary | Kostel Povýšení Svatého Kříže (Karlovy Vary-Rybáře)              | Kostel svatého Urbana (Karlovy Vary-Rybáře) |               |
| Římskokatolická farnost Karlovy Vary-Stará Role             | P. Vladimír Müller, farář                                  | Kostelní 341/1, 360 17 Karlovy Vary              | Kostel Nanebevstoupení Páně (Karlovy Vary-Stará Role)            | Kostel Panny Marie Utěšitelky (Dalovice) Kostel svatého Michaela archanděla (Nová Role) Kostel svaté Anny (Karlovy Vary-Sedlec) |               |
| Římskokatolická farnost Karlovy Vary u svaté Maří Magdalény | P. Mgr. Miroslav Chlupsa, O.Cr., farář                     | Náměstí Svobody 217/2, 360 01 Karlovy Vary       | Kostel svaté Máří Magdaleny (Karlovy Vary)                       | |               |
| Římskokatolická farnost Nejdek                              | P. Jan Pražan, farář                                       | Náměstí Karla IV. 175, 362 21 Nejdek             | Kostel svatého Martina (Nejdek)                                  | Kostel Navštívení Panny Marie (Rudné) |               |
| Římskokatolická farnost Ostrov                              | P. Mgr. Marek Hric, farář                                  | Malé náměstí 25, 363 01 Ostrov                   | Kostel svatého Michaela archanděla a Panny Marie Větrné (Ostrov) | Kostel Čtrnácti svatých pomocníků (Abertamy) Kostel svaté Maří Magdalény (Bor) Kostel svaté Anny (Boží Dar) Kostel svatého Michaela archanděla (Děpoltovice) Kostel svatého Vavřince (Horní Blatná) Kostel svatého Petra a Pavla (Hroznětín) Kostel svatého Jáchyma (Jáchymov) Kostel Všech svatých (Jáchymov) Kostel svatého Petra a Pavla (Krásný Les) Kostel svatého Jakuba Většího (Ostrov) Kostel Zvěstování Panny Marie (Ostrov) Kostel Nejsvětější Trojice (Pernink) Kostel Navštívení Panny Marie (Potůčky) Kostel svatého Václava (Radošov) Kostel svatého Michaela archanděla (Stráž nad Ohří) Kostel Nejsvětějšího Srdce Ježíšova (Suchá) Kostel Nanebevzetí Panny Marie (Svatobor) Kostel Nanebevzetí Panny Marie (Velichov) Kaple svaté Rodiny (Ostrov) |               |
| Římskokatolická farnost Stanovice                           | P. Mgr. Miroslav Chlupsa, O.Cr., administrátor excurrendo  | Stanovice 32, 360 01 Stanovice                   | Kostel Zjevení Páně (Stanovice)                                  | Kostel Zjevení svatého Michaela archanděla (Andělská Hora) Kostel Nejsvětější Trojice (Andělská Hora) Kostel Jména Panny Marie (Březová) Kostel svaté Kateřiny (Olšová Vrata) Kaple svatého Víta (Dražov) Kaple Vzkříšení Páně (Pila) |               |
| Římskokatolická farnost Žlutice                             | P. Petr Řezáč, farář                                       | Dukelských hrdinů 97, 364 52 Žlutice             | Kostel svatého Petra a Pavla (Žlutice)                           | Kostel Jména Panny Marie (Chyše) Kostel Povýšení svatého Kříže (Chyše) Kostel Nanebevzetí Panny Marie (Kobylé) Kostel svatého Vavřince (Luka) Kostel svatého Jakuba Většího (Močidlec) Kostel svatého Václava (Nahořečice) Kostel Navštívení Panny Marie (Skoky) Kostel Všech svatých (Štoutov) Kostel Narození svatého Jana Křtitele (Valeč) Kostel Nejsvětější Trojice (Valeč) Kostel Nejsvětější Trojice (Verušičky) Kostel svatého Mikuláše (Žlutice) Kaple svaté Anny (Vrbice) |               |